# Avie Lester
Avie Lester (1967.) je američki bivši košarkaš i košarkaški trener.
Igrao je krajem 1980-ih i početkom '90-ih.

## Sveučilišna karijera
Košarku je igrao na sveučilištu North Carolina State za Wolfpackse. 1989. nije smio biti dio momčadi zbog školskih razloga. Bio je suspendiran za jesenji semestar ali nije udovoljio akademskim standardima te prema pravilima NCAA, ACC i North Carolina Statea nije smio igrati do kraja sezone, te ga je trener Valvano suspendirao. Ipak, na sveučilištu su nastojali omogućiti mu dobiti školarinu za tekuću i sljedeću akademsku godinu, da bi mogao završiti studij. Igrajući za N.C.State postizavao je 8,4 koševa po utakmici i 5,1 skok po utakmici. Natjecao se u sezonama 1987./1988., 1988./1989., a 1989./90. nije udovoljavao akademskim uvjetima (NCAA je dopuštao); poznati suigrači su mu tih godina bili Chris Corchiani, Vinny del Negro, Rodney Monroe, Charles Shackleford, Brian Howard, Chucky Brown i Tom Gugliotta, a trenirao ih je Jim Valvano.

## Klupska karijera
U KK Split je došao sezone 1990./91. Igrao je samo u europskim natjecanjima. Najbolju utakmicu odigrao je u finalu.
S POP 84 (bivšom Jugoplastikom ) je 1990./91. osvojio Kup europskih prvaka. Igrali su Toni Kukoč, Zoran Savić, Avie Lester, Velimir Perasović, Zoran Sretenović, Žan Tabak, Luka Pavičević, Aramis Naglić, Teo Čizmić, Petar Naumoski, Paško Tomić, Velibor Radović, a vodio ih je Željko Pavličević.

## Trenerska karijera
Danas radi kao srednjoškolski trener košarke i atletski direktor u Upper Room Christian Academy, školi koja djeluje pri Crkvi Boga u Kristu (Church of God in Christ denomination).

## Vanjske poveznice
- Primili ste me kao svog
- Primili ste me kao svog
- Ante Luster: Još čuvam žuti dres, volio bih novo okupljanje
- Razgovor s Aviem Lesterom (video), HighSchoolOT.com, 30. rujna 2011.
- 987-1988 N.C. State University Wolfpack basketball team Fotografija
- Fotografija Aviea Lestera u doskok u dresu North Carolina Statea u, Pittsburgh Press, str. C5, 18. ožujka 1989.
- Fanbase[neaktivna poveznica] 1988-89 North Carolina State Men's Basketball Roster